# 6 Hours of Silverstone 2012

Tor Silverstone Circuit

6 Hours of Silverstone 2012 – długodystansowy wyścig samochodowy, który odbył się 26 sierpnia 2012 roku. Był on czwartą rundą sezonu 2012 serii FIA World Endurance Championship.

## Harmonogram
| Dzień                  | Godzina | Sesja                     |
| ---------------------- | ------- | ------------------------- |
| Piątek, 24 sierpnia    | 11:30   | Pierwsza sesja treningowa |
| Piątek, 24 sierpnia    | 16:00   | Druga sesja treningowa    |
| Sobota, 25 sierpnia    | 11:00   | Trzecia sesja treningowa  |
| Sobota, 25 sierpnia    | 14:50   | Sesja kwalifikacyjna      |
| Niedziela, 26 sierpnia | 8:55    | Rozgrzewka                |
| Niedziela, 26 sierpnia | 12:00   | Wyścig                    |
| Źródło                 |         |                           |

## Sesje treningowe
| Klasa          | Zespół                   | Samochód                 | Czas           | Okr.           |
| Sesja pierwsza | Sesja pierwsza           | Sesja pierwsza           | Sesja pierwsza | Sesja pierwsza |
| -------------- | ------------------------ | ------------------------ | -------------- | -------------- |
| LMP1           | #1 Audi Sport Team Joest | Audi R18 e-tron quattro  | 1:45,777       | 43             |
| LMP2           | #35 OAK Racing           | Morgan LMP2–Nissan       | 1:51,561       | 40             |
| LMGTE Pro      | #51 AF Corse             | Ferrari F458 Italia GT2  | 2:02,757       | 37             |
| LMGTE Am       | #61 AF Corse-Waltrip     | Ferrari F458 Italia GT2  | 2:04,080       | 35             |
| Sesja druga    |                          |                          |                |                |
| LMP1           | #2 Audi Sport Team Joest | Audi R18 Ultra           | 1:45,645       | 43             |
| LMP2           | #38 Jota                 | Zytek Z11SN–Nissan       | 1:50,759       | 40             |
| LMGTE Pro      | #51 AF Corse             | Ferrari F458 Italia GT2  | 2:02,121       | 37             |
| LMGTE Am       | #61 AF Corse-Waltrip     | Ferrari F458 Italia GT2  | 2:02,918       | 38             |
| Sesja trzecia  |                          |                          |                |                |
| LMP1           | #2 Audi Sport Team Joest | Audi R18 Ultra           | 1:43,628       | 29             |
| LMP2           | #42 Greaves Motorsport   | Zytek Z11SN–Nissan       | 1:49,524       | 28             |
| LMGTE Pro      | #51 AF Corse             | Ferrari F458 Italia GT2  | 2:01,937       | 28             |
| LMGTE Am       | #99 Aston Martin Racing  | Aston Martin Vantage GTE | 2:02,920       | 22             |

## Kwalifikacje
Pole position w każdej kategorii oznaczone jest pogrubieniem.
| Poz.   | Klasa     | Zespół                      | Kierowca             | Czas     | Poz. s. |
| ------ | --------- | --------------------------- | -------------------- | -------- | ------- |
| 1      | LMP1      | #1 Audi Sport Team Joest    | Benoît Tréluyer      | 1:43,663 | 1       |
| 2      | LMP1      | #2 Audi Sport Team Joest    | Allan McNish         | 1:43,673 | 2       |
| 3      | LMP1      | #7 Toyota Racing            | Nicolas Lapierre     | 1:44,411 | 3       |
| 4      | LMP1      | #21 Strakka Racing          | Danny Watts          | 1:46,160 | 4       |
| 5      | LMP1      | #12 Rebellion Racing        | Neel Jani            | 1:46,207 | 5       |
| 6      | LMP1      | #13 Rebellion Racing        | Andrea Belicchi      | 1:46,234 | 6       |
| 7      | LMP1      | #22 JRM                     | Karun Chandhok       | 1:46,758 | 7       |
| 8      | LMP2      | #42 Greaves Motorsport      | Alex Brundle         | 1:49,964 | 8       |
| 9      | LMP2      | #44 Starworks Motorsport    | Stéphane Sarrazin    | 1:49,997 | 9       |
| 10     | LMP2      | #25 ADR-Delta               | John Martin          | 1:50,129 | 10      |
| 11     | LMP2      | #38 Jota                    | Nicolas Minassian    | 1:50,165 | 11      |
| 12     | LMP2      | #48 Murphy Prototypes       | Brendon Hartley      | 1:50,250 | 12      |
| 13     | LMP2      | #23 Signatech-Nissan        | Franck Mailleux      | 1:50,624 | 13      |
| 14     | LMP2      | #32 Lotus                   | James Rossiter       | 1:50,688 | Pitlane |
| 15     | LMP2      | #49 Pecom Racing            | Pierre Kaffer        | 1:50,775 | 14      |
| 16     | LMP2      | #35 OAK Racing              | Bertrand Baguette    | 1:50,851 | 15      |
| 17     | LMP2      | #30 Status GP               | Alexander Sims       | 1:50,919 | 16      |
| 18     | LMP2      | #41 Greaves Motorsport      | Elton Julian         | 1:50,993 | 17      |
| 19     | LMP2      | #24 OAK Racing              | Matthieu Lahaye      | 1:51,283 | 18      |
| 20     | LMP2      | #26 Signatech-Nissan        | Pierre Ragues        | 1:51,942 | 19      |
| 21     | LMP2      | #31 Lotus                   | Thomas Holzer        | 1:53,349 | 20      |
| 22     | LMP2      | #29 Gulf Racing Middle East | Fabien Giroix        | 1:54,476 | 21      |
| 23     | LMGTE Pro | #77 Team Felbermayr-Proton  | Richard Lietz        | 2:09,564 | 22      |
| 24     | LMGTE Pro | #66 JMW Motorsport          | James Walker         | 2:10,018 | 23      |
| 25     | LMGTE Pro | #51 AF Corse                | Gianmaria Bruni      | 2:10,481 | 24      |
| 26     | LMGTE Am  | #98 Aston Martin Racing     | Stuart Hall          | 2:12,525 | 25      |
| 27     | LMGTE Am  | #88 Team Felbermayr-Proton  | Paolo Ruberti        | 2:12,965 | 26      |
| 28     | LMGTE Pro | #97 Aston Martin Racing     | Stefan Mücke         | 2:14,150 | 27      |
| 29     | LMGTE Pro | #71 AF Corse                | Andrea Bertolini     | 2:15,153 | 28      |
| 30     | LMGTE Am  | #61 AF Corse-Waltrip        | Marco Cioci          | 2:15,491 | 29      |
| 31     | LMGTE Am  | #57 Krohn Racing            | Michele Rugolo       | 2:15,608 | 30      |
| 32     | LMGTE Am  | #55 JWA-Avila               | Joël Camathias       | 2:16,466 | 31      |
| 33     | LMGTE Am  | #99 Aston Martin Racing     | Jonathan Adam        | 2:16,717 | 32      |
| 34     | LMGTE Am  | #50 Larbre Compétition      | Fernando Rees        | 2:16,907 | 33      |
| 35     | LMGTE Am  | #70 Larbre Compétition      | Jean-Philippe Belloc | 2:17,261 | 34      |
| Źródła |           |                             |                      |          |         |

## Wyścig

### Wyniki
Minimum do bycia sklasyfikowanym (70 procent dystansu pokonanego przez zwycięzców wyścigu) wyniosło 135 okrążeń. Zwycięzcy klas są oznaczeni pogrubieniem.
| Poz.                   | Klasa     | Zespół                      | Kierowcy                                                     | Samochód                                | Opony | Okr. |
| Poz.                   | Klasa     | Zespół                      | Kierowcy                                                     | Silnik                                  | Opony | Okr. |
| ---------------------- | --------- | --------------------------- | ------------------------------------------------------------ | --------------------------------------- | ----- | ---- |
| 1                      | LMP1      | #1 Audi Sport Team Joest    | André Lotterer Marcel Fässler Benoît Tréluyer                | Audi R18 e-tron quattro                 | M     | 194  |
| 1                      | LMP1      | #1 Audi Sport Team Joest    | André Lotterer Marcel Fässler Benoît Tréluyer                | Audi TDI 3.7 L Turbo V6 (Hybrid Diesel) | M     | 194  |
| 2                      | LMP1      | #7 Toyota Racing            | Alexander Wurz Kazuki Nakajima Nicolas Lapierre              | Toyota TS030 Hybrid                     | M     | 194  |
| 2                      | LMP1      | #7 Toyota Racing            | Alexander Wurz Kazuki Nakajima Nicolas Lapierre              | Toyota 3.4 L V8 (Hybrid)                | M     | 194  |
| 3                      | LMP1      | #2 Audi Sport Team Joest    | Allan McNish Tom Kristensen                                  | Audi R18 Ultra                          | M     | 194  |
| 3                      | LMP1      | #2 Audi Sport Team Joest    | Allan McNish Tom Kristensen                                  | Audi TDI 3.7 L Turbo V6 (Diesel)        | M     | 194  |
| 4                      | LMP1      | #13 Rebellion Racing        | Andrea Belicchi Harold Primat                                | Lola B12/60                             | M     | 189  |
| 4                      | LMP1      | #13 Rebellion Racing        | Andrea Belicchi Harold Primat                                | Toyota RV8KLM 3.4 L V8                  | M     | 189  |
| 5                      | LMP1      | #21 Strakka Racing          | Nick Leventis Jonny Kane Danny Watts                         | HPD ARX-03a                             | M     | 189  |
| 5                      | LMP1      | #21 Strakka Racing          | Nick Leventis Jonny Kane Danny Watts                         | Honda LM-V8 3.4 L V8                    | M     | 189  |
| 6                      | LMP1      | #12 Rebellion Racing        | Nicolas Prost Neel Jani                                      | Lola B12/60                             | M     | 189  |
| 6                      | LMP1      | #12 Rebellion Racing        | Nicolas Prost Neel Jani                                      | Toyota RV8KLM 3.4 L V8                  | M     | 189  |
| 7                      | LMP1      | #22 JRM                     | Peter Dumbreck David Brabham Karun Chandhok                  | HPD ARX-03a                             | M     | 187  |
| 7                      | LMP1      | #22 JRM                     | Peter Dumbreck David Brabham Karun Chandhok                  | Honda LM-V8 3.4 L V8                    | M     | 187  |
| 8                      | LMP2      | #25 ADR-Delta               | John Martin Tor Graves Jan Charouz                           | Oreca 03                                | D     | 183  |
| 8                      | LMP2      | #25 ADR-Delta               | John Martin Tor Graves Jan Charouz                           | Nissan VK45DE 4.5 L V8                  | D     | 183  |
| 9                      | LMP2      | #44 Starworks Motorsport    | Ryan Dalziel Enzo Potolicchio Stéphane Sarrazin              | HPD ARX-03b                             | D     | 183  |
| 9                      | LMP2      | #44 Starworks Motorsport    | Ryan Dalziel Enzo Potolicchio Stéphane Sarrazin              | Honda HR28TT 2.8 L Turbo V6             | D     | 183  |
| 10                     | LMP2      | #26 Signatech-Nissan        | Pierre Ragues Nelson Panciatici Roman Rusinow                | Oreca 03                                | D     | 183  |
| 10                     | LMP2      | #26 Signatech-Nissan        | Pierre Ragues Nelson Panciatici Roman Rusinow                | Nissan VK45DE 4.5 L V8                  | D     | 183  |
| 11                     | LMP2      | #49 Pecom Racing            | Luís Pérez Companc Soheil Ayari Pierre Kaffer                | Oreca 03                                | D     | 182  |
| 11                     | LMP2      | #49 Pecom Racing            | Luís Pérez Companc Soheil Ayari Pierre Kaffer                | Nissan VK45DE 4.5 L V8                  | D     | 182  |
| 12                     | LMP2      | #42 Greaves Motorsport      | Martin Brundle Alex Brundle Lucas Ordóñez                    | Zytek Z11SN                             | D     | 182  |
| 12                     | LMP2      | #42 Greaves Motorsport      | Martin Brundle Alex Brundle Lucas Ordóñez                    | Nissan VK45DE 4.5 L V8                  | D     | 182  |
| 13                     | LMP2      | #24 OAK Racing              | Jacques Nicolet Olivier Pla Matthieu Lahaye                  | Morgan LMP2                             | D     | 182  |
| 13                     | LMP2      | #24 OAK Racing              | Jacques Nicolet Olivier Pla Matthieu Lahaye                  | Nissan VK45DE 4.5 L V8                  | D     | 182  |
| 14                     | LMP2      | #38 Jota                    | Simon Dolan Sam Hancock Nicolas Minassian                    | Zytek Z11SN                             | D     | 182  |
| 14                     | LMP2      | #38 Jota                    | Simon Dolan Sam Hancock Nicolas Minassian                    | Nissan VK45DE 4.5 L V8                  | D     | 182  |
| 15                     | LMP2      | #30 Status GP               | Alexander Sims Maxime Jousse Julien Jousse                   | Lola B12/80                             | D     | 181  |
| 15                     | LMP2      | #30 Status GP               | Alexander Sims Maxime Jousse Julien Jousse                   | Judd HK 3.6 L V8                        | D     | 181  |
| 16                     | LMP2      | #48 Murphy Prototypes       | Warren Hughes Jody Firth Brendon Hartley                     | Oreca 03                                | D     | 180  |
| 16                     | LMP2      | #48 Murphy Prototypes       | Warren Hughes Jody Firth Brendon Hartley                     | Nissan VK45DE 4.5 L V8                  | D     | 180  |
| 17                     | LMP2      | #35 OAK Racing              | Bertrand Baguette Dominik Kraihamer David Heinemeier Hansson | Morgan LMP2                             | D     | 176  |
| 17                     | LMP2      | #35 OAK Racing              | Bertrand Baguette Dominik Kraihamer David Heinemeier Hansson | Nissan VK45DE 4.5 L V8                  | D     | 176  |
| 18                     | LMP2      | #29 Gulf Racing Middle East | Fabien Giroix Keiko Ihara Jean-Denis Délétraz                | Lola B12/80                             | D     | 176  |
| 18                     | LMP2      | #29 Gulf Racing Middle East | Fabien Giroix Keiko Ihara Jean-Denis Délétraz                | Nissan VK45DE 4.5 L V8                  | D     | 176  |
| 19                     | LMP2      | #31 Lotus                   | Thomas Holzer Mirco Schultis Christijan Albers               | Lola B12/80                             | D     | 174  |
| 19                     | LMP2      | #31 Lotus                   | Thomas Holzer Mirco Schultis Christijan Albers               | Lotus 3.6 L V8                          | D     | 174  |
| 20                     | LMP2      | #41 Greaves Motorsport      | Christian Zugel Ricardo González Elton Julian                | Zytek Z11SN                             | D     | 173  |
| 20                     | LMP2      | #41 Greaves Motorsport      | Christian Zugel Ricardo González Elton Julian                | Nissan VK45DE 4.5 L V8                  | D     | 173  |
| 21                     | LMGTE Pro | #51 AF Corse                | Giancarlo Fisichella Gianmaria Bruni                         | Ferrari 458 Italia GT2                  | M     | 171  |
| 21                     | LMGTE Pro | #51 AF Corse                | Giancarlo Fisichella Gianmaria Bruni                         | Ferrari 4.5 L V8                        | M     | 171  |
| 22                     | LMGTE Pro | #66 JMW Motorsport          | James Walker Jonny Cocker                                    | Ferrari 458 Italia GT2                  | D     | 169  |
| 22                     | LMGTE Pro | #66 JMW Motorsport          | James Walker Jonny Cocker                                    | Ferrari 4.5 L V8                        | D     | 169  |
| 23                     | LMGTE Pro | #97 Aston Martin Racing     | Stefan Mücke Adrián Fernández Darren Turner                  | Aston Martin Vantage GTE                | M     | 169  |
| 23                     | LMGTE Pro | #97 Aston Martin Racing     | Stefan Mücke Adrián Fernández Darren Turner                  | Aston Martin 4.5 L V8                   | M     | 169  |
| 24                     | LMGTE Am  | #61 AF Corse-Waltrip        | Piergiuseppe Perazzini Marco Cioci Matt Griffin              | Ferrari 458 Italia GT2                  | M     | 166  |
| 24                     | LMGTE Am  | #61 AF Corse-Waltrip        | Piergiuseppe Perazzini Marco Cioci Matt Griffin              | Ferrari 4.5 L V8                        | M     | 166  |
| 25                     | LMGTE Am  | #88 Team Felbermayr-Proton  | Christian Ried Gianluca Roda Paolo Ruberti                   | Porsche 911 RSR                         | M     | 166  |
| 25                     | LMGTE Am  | #88 Team Felbermayr-Proton  | Christian Ried Gianluca Roda Paolo Ruberti                   | Porsche 4.0 L Flat-6                    | M     | 166  |
| 26                     | LMGTE Am  | #57 Krohn Racing            | Tracy Krohn Niclas Jonsson Michele Rugolo                    | Ferrari 458 Italia GT2                  | M     | 165  |
| 26                     | LMGTE Am  | #57 Krohn Racing            | Tracy Krohn Niclas Jonsson Michele Rugolo                    | Ferrari 4.5 L V8                        | M     | 165  |
| 27                     | LMGTE Pro | #77 Team Felbermayr-Proton  | Marc Lieb Richard Lietz                                      | Porsche 911 RSR                         | M     | 164  |
| 27                     | LMGTE Pro | #77 Team Felbermayr-Proton  | Marc Lieb Richard Lietz                                      | Porsche 4.0 L Flat-6                    | M     | 164  |
| 28                     | LMGTE Am  | #98 Aston Martin Racing     | Roald Goethe Stuart Hall                                     | Aston Martin Vantage GTE                | M     | 163  |
| 28                     | LMGTE Am  | #98 Aston Martin Racing     | Roald Goethe Stuart Hall                                     | Aston Martin 4.5 L V8                   | M     | 163  |
| 29                     | LMGTE Am  | #70 Larbre Compétition      | Pascal Gibon Christophe Bourret Jean-Philippe Belloc         | Chevrolet Corvette C6.R                 | M     | 162  |
| 29                     | LMGTE Am  | #70 Larbre Compétition      | Pascal Gibon Christophe Bourret Jean-Philippe Belloc         | Chevrolet 5.5 L V8                      | M     | 162  |
| 30                     | LMGTE Am  | #55 JWA-Avila               | Paul Daniels Joël Camathias Markus Palttala                  | Porsche 911 RSR                         | P     | 161  |
| 30                     | LMGTE Am  | #55 JWA-Avila               | Paul Daniels Joël Camathias Markus Palttala                  | Porsche 4.0 L Flat-6                    | P     | 161  |
| Niesklasyfikowani      |           |                             |                                                              |                                         |       |      |
|                        | LMGTE Pro | #71 AF Corse                | Andrea Bertolini Olivier Beretta                             | Ferrari 458 Italia GT2                  | M     | 168  |
| Ferrari 4.5 L V8       | LMGTE Pro | #71 AF Corse                | Andrea Bertolini Olivier Beretta                             |                                         | M     | 168  |
|                        | LMGTE Am  | #99 Aston Martin Racing     | Jonathan Adam Andrew Howard Paul White                       | Aston Martin Vantage GTE                | M     | 157  |
| Aston Martin 4.5 L V8  | LMGTE Am  | #99 Aston Martin Racing     | Jonathan Adam Andrew Howard Paul White                       |                                         | M     | 157  |
|                        | LMP2      | #23 Signatech-Nissan        | Franck Mailleux Jordan Tresson Olivier Lombard               | Oreca 03                                | D     | 135  |
| Nissan VK45DE 4.5 L V8 | LMP2      | #23 Signatech-Nissan        | Franck Mailleux Jordan Tresson Olivier Lombard               |                                         | D     | 135  |
|                        | LMP2      | #32 Lotus                   | Kevin Weeda Vitantonio Liuzzi James Rossiter                 | Lola B12/80                             | D     | 26   |
| Lotus 3.6 L V8         | LMP2      | #32 Lotus                   | Kevin Weeda Vitantonio Liuzzi James Rossiter                 |                                         | D     | 26   |
| Wykluczeni             |           |                             |                                                              |                                         |       |      |
| [ a ]                  | LMGTE Am  | #50 Larbre Compétition      | Patrick Bornhauser Julien Canal Fernando Rees                | Chevrolet Corvette C6.R                 | M     | –    |
| [ a ]                  | LMGTE Am  | #50 Larbre Compétition      | Patrick Bornhauser Julien Canal Fernando Rees                | Chevrolet 5.5 L V8                      | M     | –    |

### Statystyki

#### Najszybsze okrążenie
| Klasa     | Kierowca         | Zespół                     | Czas     | Okr. |
| --------- | ---------------- | -------------------------- | -------- | ---- |
| LMP1      | Nicolas Lapierre | #7 Toyota Racing           | 1:44,059 | 139  |
| LMP2      | Olivier Pla      | #24 OAK Racing             | 1:50,439 | 160  |
| LMGTE Pro | Richard Lietz    | #77 Team Felbermayr-Proton | 2:01,718 | 128  |
| LMGTE Am  | Marco Cioci      | #61 AF Corse-Waltrip       | 2:03,848 | 142  |
| Źródło    |                  |                            |          |      |